# Hardwarevirtualisatie
Hardwarevirtualisatie is een techniek waarbij een computerprogramma bepaalde hardware ziet, die in werkelijkheid door software wordt geëmuleerd. 
Toepassingen zijn:
- Oudere hardware emuleren op nieuwere hardware. Er was vroeger voor veel computerspellen een geluidskaart nodig, die compatibel met de Sound Blaster was. Tegenwoordig zijn geluidskaarten dit niet langer. Door een Sound Blaster door een virtuele machine na te doen is het mogelijk de commando's die het spelletje naar de Sound Blaster stuurt op te vangen en opdrachten die hetzelfde doen naar de werkelijke geluidskaart te sturen.
- Controle houden op kritieke hardware. Als het besturingssysteem commando's genereert die de stabiliteit van de computer in gevaar brengen, kan het besturingssysteem hiervoor controleren en nog ingrijpen voordat de computer crasht.